# 더 빈트너스 럭
더 빈트너스 럭(The Vintner's Luck)은 뉴질랜드에서 제작된 니키 카로 감독의 2009년 드라마, 판타지, 멜로/로맨스 영화이다. 제레미 레니에 등이 주연으로 출연하였고 루디 보우큰 등이 제작에 참여하였다.

## 출연

### 주연
- 제레미 레니에
- 가스파르 울리엘

### 조연
- 베라 파미가
- 케이샤 캐슬 휴즈
- 리지 브로체르

## 제작진
- 미술: 그랜트 메이저
- 배역: 마크 베넷
- 배역: 일레인 그레인저